# Joline Höstman
Carina Joline Höstman, tidigare Höglund, född 24 september 1988 i Sjövik, är en svensk tidigare simmare som gjorde OS-debut vid de Olympiska sommarspelen 2008 i Peking i Kina. Där simmade hon 100 meter bröst på 1.07,91, vilket var den åttonde bästa tiden totalt och hon gick vidare till semifinal. Hon simmade även 200 m bröstsim i semifinal och slutade på 12:e plats. Höstman kommer från Sjövik men bodde en tid i Göteborg och tävlade för Mölndals allmänna simsällskap.
År 2008 tilldelades hon Stora grabbars och tjejers märke. På 50 meter bröstsim (långbana) tog Höstman SM-silver 2010 och brons 2007. På 50 meter bröstsim (kortbana) tog hon fyra silver: 2007, 2008, 2010 och 2011. På 100 meter bröstsim (långbana) tog Höstman guld 2007 och 2008, silver 2006, 2010 och 2013 samt brons 2012. På 100 meter bröstsim (kortbana) tog hon guld 2009 och 2010, silver 2007, 2008, 2012 och 2013 samt brons 2006 och 2011. På 200 meter bröstsim (långbana) tog Höstman guld 2007, 2008, 2010, 2012 och 2013 samt silver 2006 och 2014. På 200 meter bröstsim (kortbana) tog hon guld 2007, 2008, 2009, 2010, 2011, 2012 och 2013 samt silver 2006. Höstman tog även silver på 100 meter fjärilsim (kortbana) 2009, silver på 200 meter medley (långbana) 2013 samt silver på 400 meter medley (kortbana) 2012 och 2013.
I lagtävlan har Höstman tagit fem silver på 4x50 meter medley (kortbana): 2007, 2008, 2009 och 2010 tävlande för Göteborg Sim samt 2011 tävlande för Mölndals ASS. Hon var med och tog guld på 4x100 meter medley (långbana) 2007 och 2010. Höstman var även med och tog brons på 4x100 meter medley (kortbana) 2008 och 2010.
I november 2014 meddelade Höstman att hon avslutade sin simkarriär. Därefter har hon varit simtränare i Helsingör och utbildat sig till brandman i Skåne.